# Park Narodowy Dżurdżura
Park Narodowy Dżurdżura (arab. الحديقة الوطنية جرجرة, fr. Parc National du Djurdjura) – park narodowy w paśmie górskim Dżabal Dżurdżura w Kabylii w Atlasie Tellskim w północno-zachodniej Algierii.
W 1997 roku uznany za rezerwat biosfery UNESCO.

## Opis
Leżący na północ od Tizi Wuzu, a na południe od Al-Buwajra park obejmuje obszary górskie Dżurdżury od ponad 2300 m.n.p. do ok. 800 m.n.p., rozciągając obszar chroniony od łąk alpejskich po wiecznie zielone lasy.
Na jego terenie znajduje się najwyższy szczyt pasma Lalla Chadidża (2308 m n.p.m.), a zarazem jeden z najwyższych szczytów Algierii. Pasmo zbudowane ze skał wapiennych poddanych krasowieniu. Północna część parku obfituje w liczne doliny, jaskinie i kilkusetmetrowe pionowe ściany skalne. W granicach parku leży też wiele jezior polodowcowych. Część południową porasta gęsty las cedrowy, a na niższych wysokościach występują lasy sosnowe i zarośla jałowcowe.
Habitat wielu gatunków flory i fauny, w tym gatunków endemicznych m.in. hieny pręgowanej. Na terenie parku występuje zagrożony wyginięciem gatunek makaka – magot.
Park został założony przez władze francuskie w 1925 roku i potwierdzony przez władze algierskie w 1983 roku. W 1997 roku uznany za rezerwat biosfery UNESCO.